# Cedynia (gromada)
Cedynia (do 30 XII 1959 Lubiechów Górny) – dawna gromada, czyli najmniejsza jednostka podziału terytorialnego Polskiej Rzeczypospolitej Ludowej w latach 1954–1972.
Gromady, z gromadzkimi radami narodowymi (GRN) jako organami władzy najniższego stopnia na wsi, funkcjonowały od reformy reorganizującej administrację wiejską przeprowadzonej jesienią 1954 do momentu ich zniesienia z dniem 1 stycznia 1973, tym samym wypierając organizację gminną w latach 1954–1972.
Gromadę Cedynia z siedzibą GRN w mieście Cedyni (nie wchodzącym w jej skład) utworzono 31 grudnia 1959 w powiecie chojeńskim w woj. szczecińskim w związku z przeniesieniem siedziby GRN gromady Lubiechów Górny z Lubiechowa Górnego do Cedyni i zmianą nazwy jednostki na gromada Cedynia.
Pod koniec 1960 w skład gromady Cedynia wchodziły następujące miejscowości: Bielinek, Czachów, Golice, Lubiechów Dolny, Lubiechów Górny, Lubiechówek, Łukowice, Markocin, Niesułów, Orzechów, Raniki, Trutwiniec, Wichoradz, Wierzchląd, Zaborzyce i Żelichów.
1 stycznia 1972 do gromady Cedynia włączono miejscowości Barcie, Lasocin, Niedźwiedź, Piasecznik, Piasek i Trzypole ze zniesionej gromady Krajnik Górny oraz miejscowości Dziwnica, Osinów Dolny, Siekierki, Stara Rudnica, Stary Kostrzynek i Żarsko ze zniesionej gromady Siekierki w tymże powiecie.
Gromada przetrwała do końca 1972 roku, czyli do kolejnej reformy gminnej. 1 stycznia 1973 w powiecie chojeńskim reaktywowano zniesioną w 1954 roku gminę Cedynia (od 1999 gmina Cedynia należy do powiatu gryfińskiego w woj. zachodniopomorskim).